# Kitesurfing

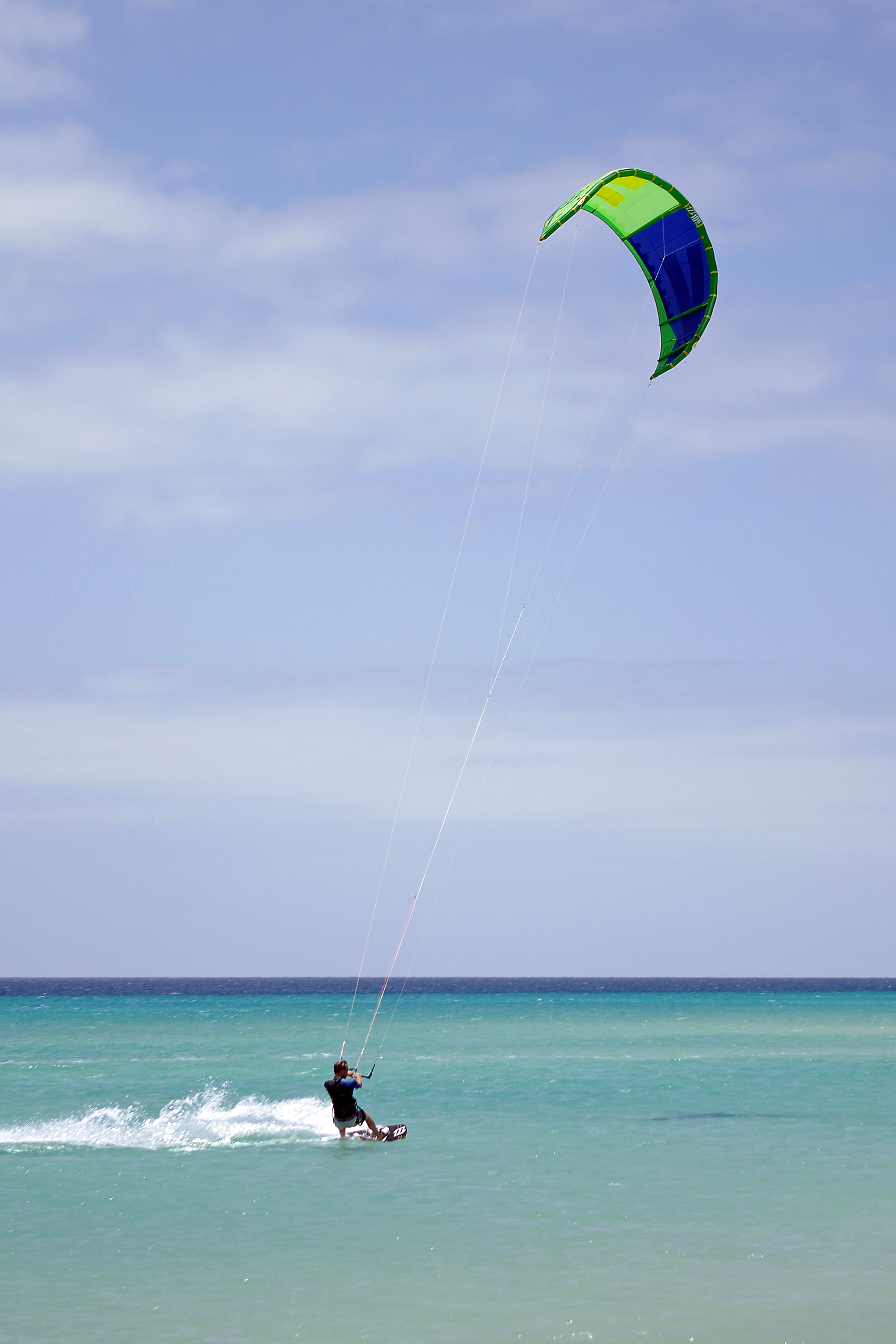
Kitesurfer na Fuerteventurze (Wyspy Kanaryjskie)

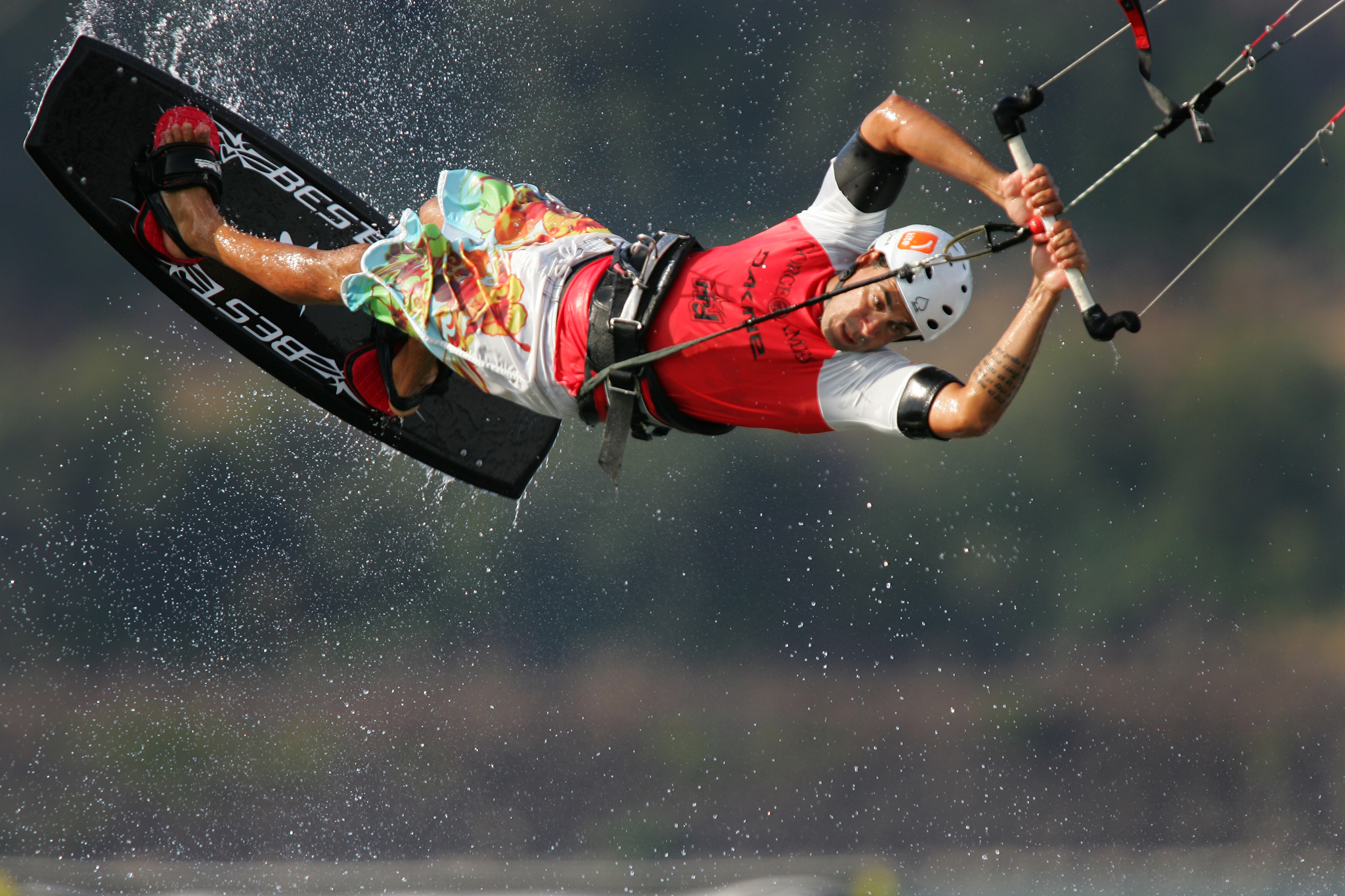
Kitesurfer

Rodzaje latawców

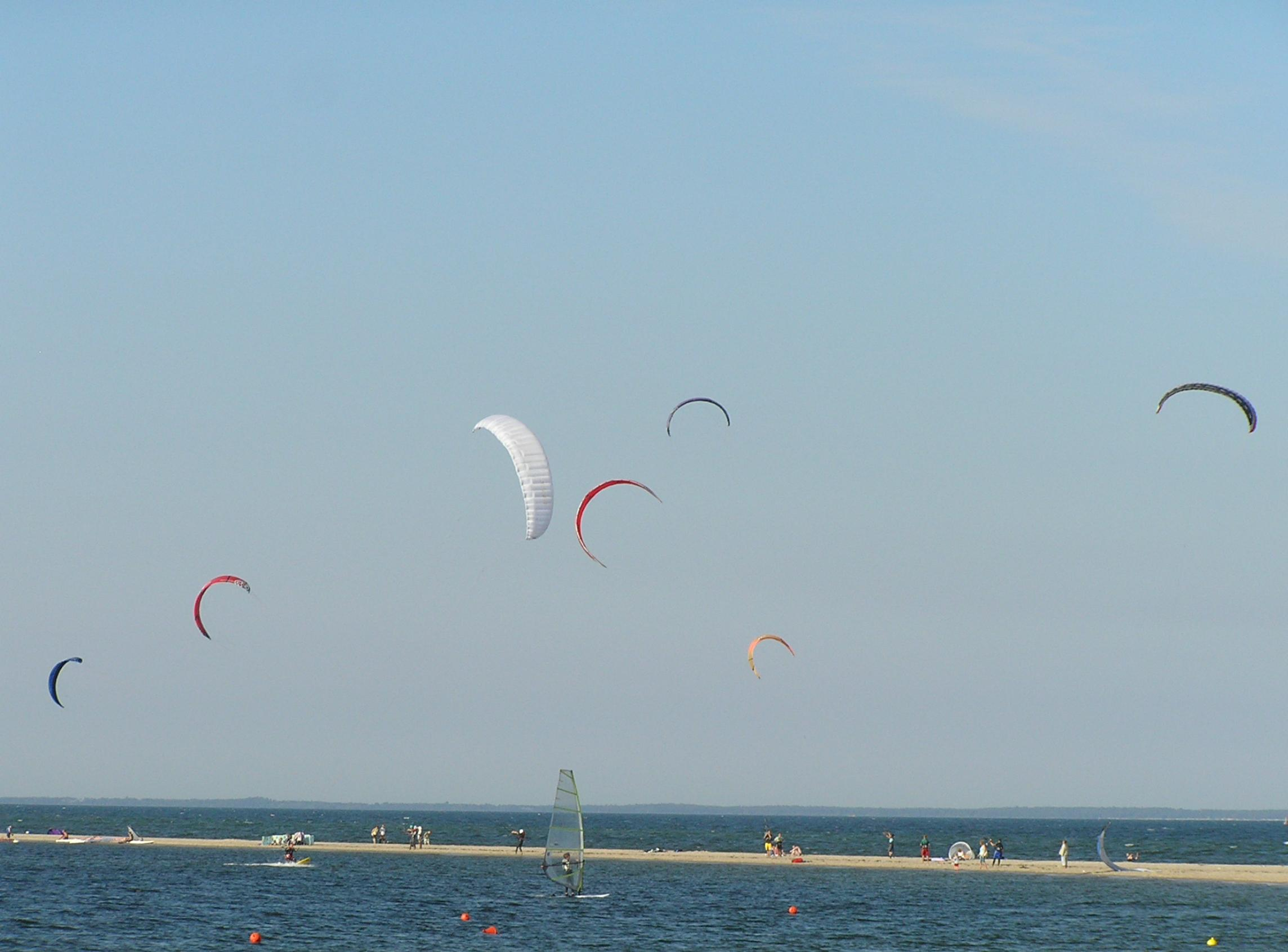
Kitesurferzy w Rewie

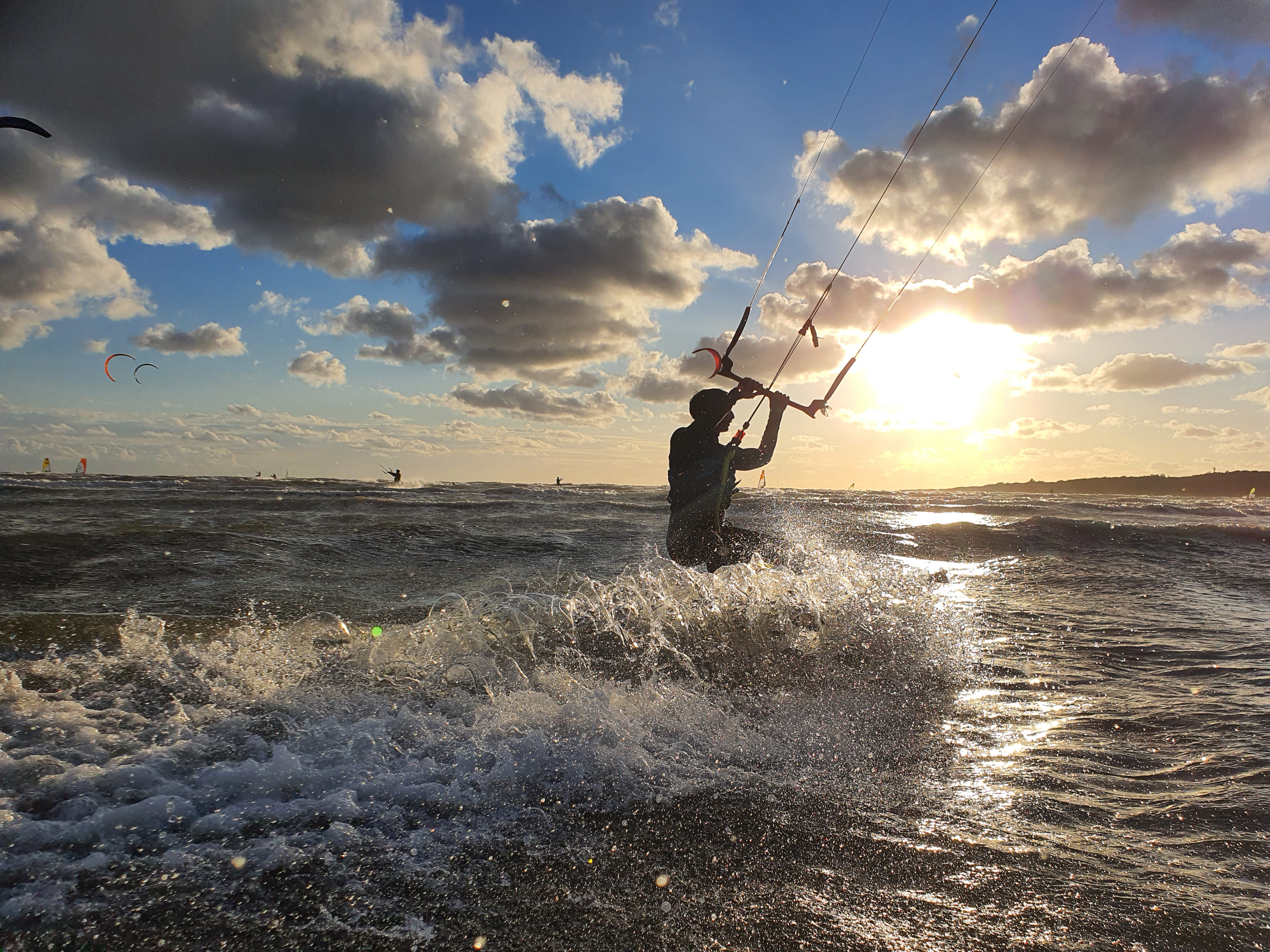
Kitesurfer w Varberg, Szwecja

Kitesurfing (także kiteboarding) – sport wodny, polegający na poruszaniu się po wodzie na desce lub hydroskrzydle (foil) z pomocą pędnika – latawca (kite).
Sport ten uprawiany jest zarówno na akwenach słodkowodnych (sprzyjające wiatry wieją m.in. w dolinach alpejskich, np. w Południowym Tyrolu), jak i morskich (np. na polskim wybrzeżu Bałtyku).
Od igrzysk letnich w Rio de Janeiro w 2016 roku kitesurfing miał dołączyć do konkurencji żeglarskich, zastępując tym samym windsurfing. Jednak decyzją światowej federacji żeglarskiej ISAF dnia 10.11.2012 r. został skreślony z listy konkurencji na olimpiadzie w Rio na rzecz RS:X.

## Sprzęt
Bar – element łączący latawiec z kitesurferem, pozwala kierować latawcem i przekazywać jego moc, zawiera elementy bezpieczeństwa (zrywkę), składa się z czterech lub pięciu (dawniej dwóch) linek długości rzędu kilkudziesięciu (około 25-30) metrów, Depowera, służącego do regulacji mocy latawca oraz Chicken Loopa, pętli mocującej bar z linkami do trapezu (pasa), który posiada specjalnie profilowany hak umożliwiający podpięcie Chicken Loopa. Wyróżnia się trapezy siedzeniowe, których konstrukcja stanowi niejako siedzisko dla kitesurfera oraz trapezy taliowe, które obejmują kitesurfera w pasie.
Deski produkowane z przeznaczeniem do kitesurfingu mają długość od 1 do 2 metrów i niewielką wyporność, różniących się kształtem i ciężarem. Wyróżnia się kilka rodzajów desek w zależności od przeznaczenia.
Najpopularniejsze:
- Twin-Tip – deski umożliwiając pływanie w dwóch kierunkach, gdzie dziób i rufa wyglądają identycznie;
- Directional – deski kierunkowe.

Deski kitesurfingowe utrzymują się samodzielnie na wodzie, ale toną pod ciężarem człowieka. Podczas żeglowania utrzymują się na wodzie dzięki sile hydrodynamicznej. Konkretny kształt, długość i wyporność dobiera się do wagi umiejętności i upodobań kitesurfera.
Latawiec, służący za źródło energii napędowej może mieć powierzchnię od kilku do ponad dwudziestu metrów kwadratowych (wymiar jest
podany zwykle na zewnętrznej części latawca w metrach kwadratowych). Latawce wykonuje się w kilku wariantach:
- LEI (ang. Leading Edge Inflatable kite) – ze sztywną (pompowaną) krawędzią natarcia i żebrami usztywniającymi (również pompowanymi);
- Bow (z ang. łuk) – posiadają zbliżoną do prostej krawędź natarcia, są też bardziej płaskie niż C-shape. Na rysunku po prawej widoczny po lewej (beżowy);
- C-shape (z ang. kształt litery C) – mają jednak mocniej zakrzywioną krawędź natarcia niż Bow, w powietrzu wyglądają jak litera C. Na rysunku widoczny po prawej (czerwony);
- Hybryda – latawiec, który jest kompromisem między C-shape i Bow;
- Delta – stosunkowo młoda konstrukcja. Latawce rozłożone na ziemi mają kształt greckiej litery Delta;
- Sigma – rozłożone na ziemi mają kształt greckiej litery Sigma;
- Komorowe – miękkie i bardziej podobne w konstrukcji do paralotni, popularniejsze na lądzie ze względu na większą odporność na upadki i problemy z ponownym wystartowaniem latawca na wodzie spowodowane brakiem elementów pompowanych (latawiec po pewnym czasie w wodzie zaczyna tonąć). Na rysunku po prawej widoczny na górze (żółtozielony).

Rozmiary kite'a sięgają do 21 metrów kwadratowych. Odpowiedni rozmiar dobiera się odpowiednio do siły wiatru, ma też wpływ masa ciała, rodzaj deski i poziom zaawansowania. Podstawową zasadą dobrania właściwego kite'a jest zasada: Im większy latawiec, tym większa jego moc. Większy latawiec przeważnie używają osoby cięższe oraz gdy wiatr jest słaby, mniejszy – osoby lżejsze jak i również gdy wiatr jest bardzo silny. Takie dobranie latawca pozwala zachować większe bezpieczeństwo.

## Kurs nauczania
Podstawowy kurs nauczania polega na nauce teoretycznej oraz praktycznej. Głównie wykonuje się go na plaży. Istotnym elementem jest aby miejsce nauczania kitesurfingu było szerokie oraz bez zabudowań. Kształcenie rozpoczyna się teorią, następnie ćwiczeniami doskonalącymi. Część praktyczną w wodzie wykonuje się po dokładnym przestudiowaniu teorii.
W Polsce najpopularniejszym miejscem nauki oraz doskonalenia kitesurfingu jest Mierzeja Helska.